# Afganistán en los Juegos Olímpicos de Río de Janeiro 2016
Afganistán estuvo representado en los Juegos Olímpicos de Río de Janeiro 2016 por tres deportistas, dos hombres y una mujer, que compitieron en dos deportes.
El portador de la bandera en la ceremonia de apertura fue el yudoca Mohammad Tawfiq Bakhshi. El equipo olímpico afgano no obtuvo ninguna medalla en estos Juegos.